# Universidad de La Rioja
La Universidad de La Rioja (UR) es una universidad pública con sede en Logroño, La Rioja (España). Fue creada por ley en 1992.
Forma parte del Grupo 9 de Universidades, que reúne a las nueve universidades públicas que son únicas en su comunidad autónoma, y del Grupo Tordesillas, una red de centros iberoamericanos que tiene su origen en el I Encuentro de Rectores de Universidades de Brasil, España y Portugal que se celebró en junio de 2000, con motivo de la conmemoración de los 500 años de Brasil, en las Casas del Tratado, en Tordesillas.
Imparte 19 grados adaptados al Espacio Europeo de Educación Superior, así como un variado programa de másteres, cursos de verano, cursos de lengua y cultura española para extranjeros e, incluso, el programa para adultos «Universidad de la Experiencia».
Ha obtenido el sello Campus de Excelencia Internacional por el proyecto Iberus presentado junto con las universidades públicas de Zaragoza, Navarra y Lérida.

## Historia

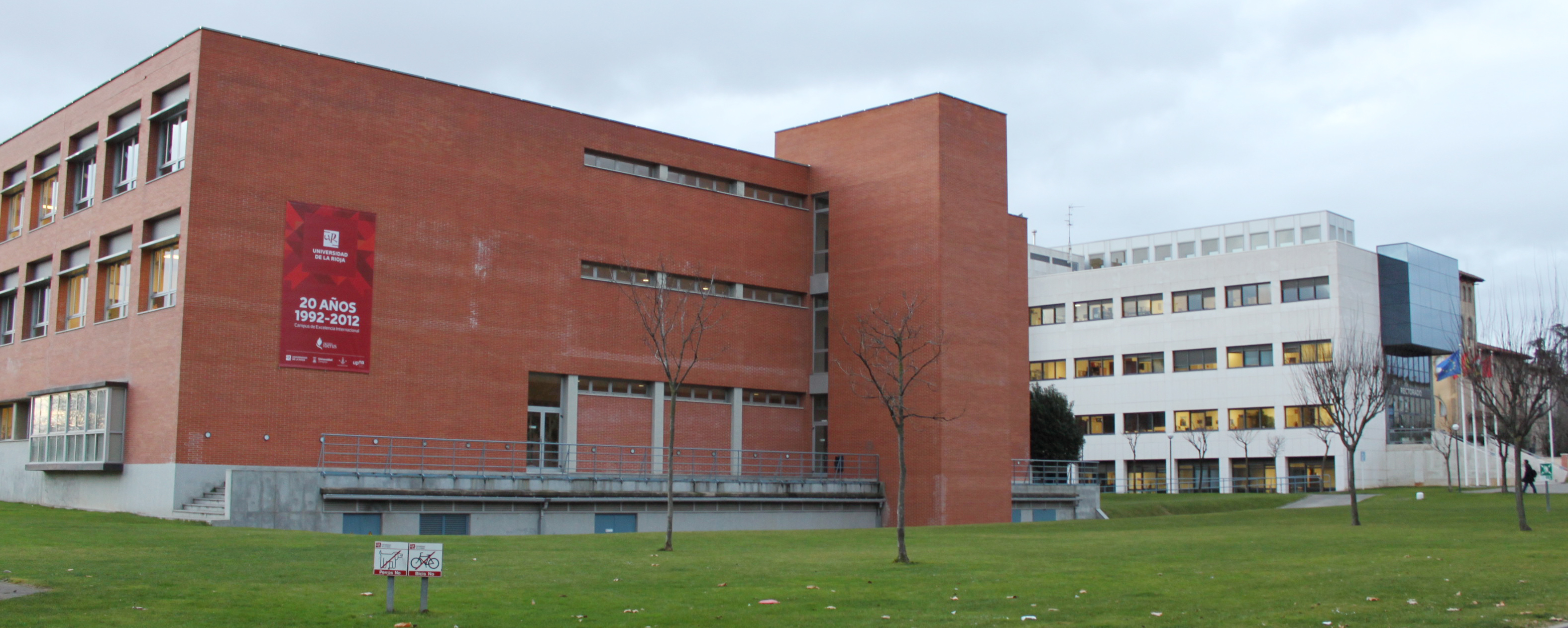
Campus de la Universidad de La Rioja

Se fundó el 14 de mayo de 1992, cuando el Congreso de los Diputados aprobó la Ley de Creación de la Universidad de La Rioja y absorbió el llamado Colegio Universitario y las escuelas de Magisterio, Politécnica o Empresariales, entre otras, que pertenecían a la Universidad de Zaragoza hasta entonces.

## Campus
El campus de la Universidad de La Rioja está ubicado en Logroño y cuenta con cerca de 200 000 m² de superficie (66 000 construidos)  en los que se desarrollan las actividades docentes, investigadoras y culturales.

## Símbolos
El escudo de la Universidad de La Rioja está compuesto por las iniciales «U» y «R» extraídas de la caligrafía de los códices emilianenses, escritos y custodiados en el Monasterio de San Millán de la Cogolla, considerados «cuna del español» y Patrimonio de la Humanidad.
De acuerdo a los estatutos de la Universidad de la Rioja, el emblema corresponde a la siguiente descripción:

«Sobre una estructura de estabilidad cuadrada y color rojo se incluyen en blanco las letras "u" y "R" extraídas de los códices emilianenses, un rectángulo gris, que simboliza el Camino de Santiago, y la onda azul del río Oja; junto a dicha estructura deberá aparecer la leyenda "UNIVERSIDAD DE LA RIOJA".»
Boletín Oficial de La Rioja nº 102 de 8 de agosto de 2011

## Proyecto docente
Dispone de un sistema de enseñanza personalizado que ha integrado la tecnología (campus wifi, aula virtual), con grupos reducidos y un tutor personal que a los estudiantes durante su carrera, formación en idiomas, informática, comunicación y habilidades directivas, la posibilidad de realizar prácticas profesionales en empresas y un ambiente cosmopolita, que permite realizar estancias en un centenar de campus de Europa, América (EE. UU., Canadá y Brasil), Asia (Japón y China) y Australia.
En 1996, la Universidad de La Rioja fue el primer campus español en crear e impartir la Licenciatura en Enología, de acuerdo con la tradición vitivinícola de la región; mientras que en 1999 comenzó a ofrecer los estudios de la Licenciatura en Historia y Ciencias de la Música, la primera impartida en un campus público español íntegramente a través de Internet y que ahora se ofrece junto a la Licenciatura en Ciencias del Trabajo y buena parte del programa de másteres y cursos de postgrado.

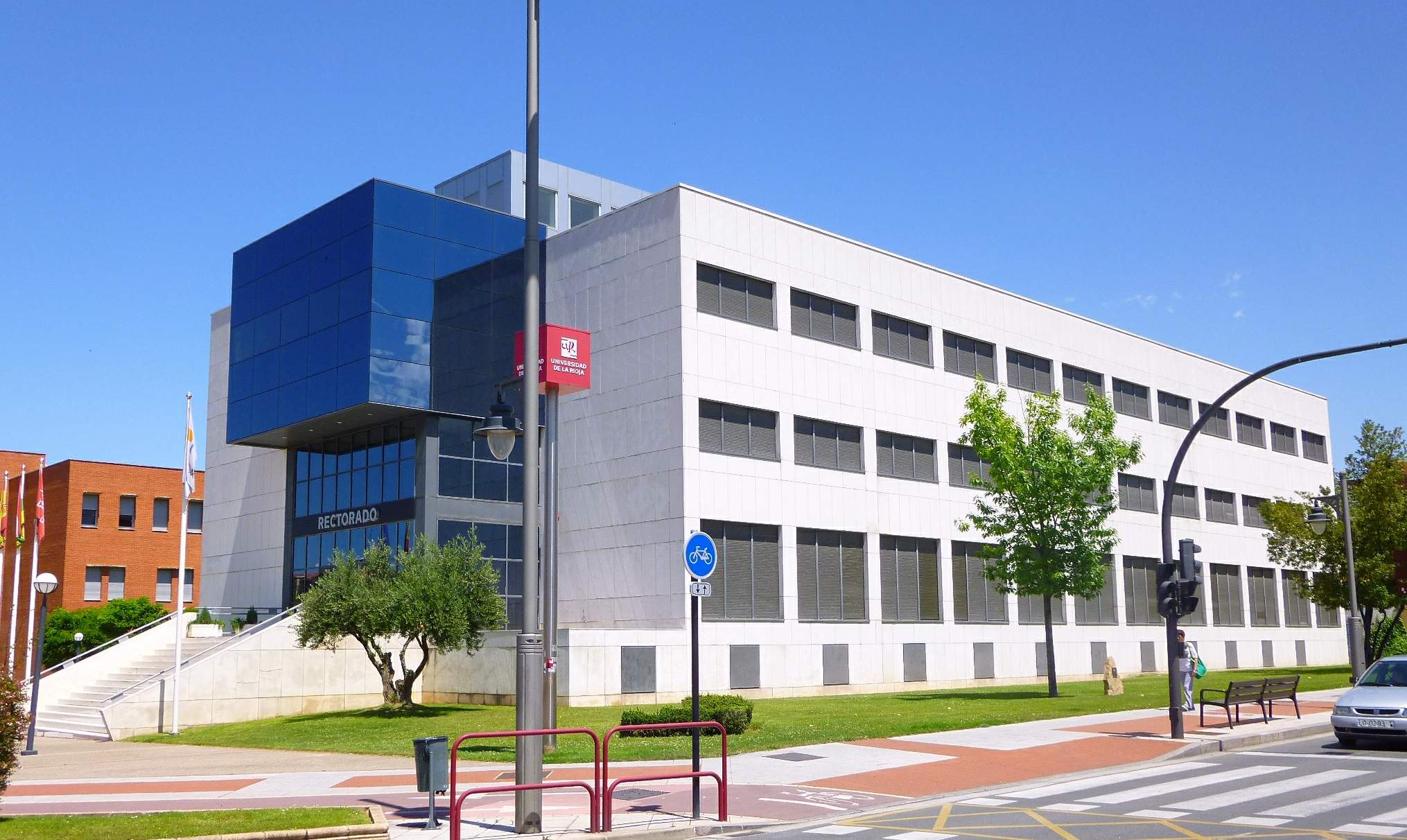
Edificio de Rectorado y Servicios Generales.

La plantilla de la Universidad de La Rioja está formada por unos 450 miembros del Personal Docente e Investigador y otros 250 miembros del Personal de Administración y Servicios. La ratio se mantiene en 15 alumnos por profesor. En dieciocho años de historia, la Universidad de La Rioja ha titulado a más de 16.000 estudiantes. EL principal problema de los egresados, es que una vez terminan sus estudios la universidad no ayuda de manera efectiva a su salida al mercado laboral, en especial en las Humanidades. Es el gran debe de la universidad, el seguimiento post-titulación.

### Sistema de enseñanza personal

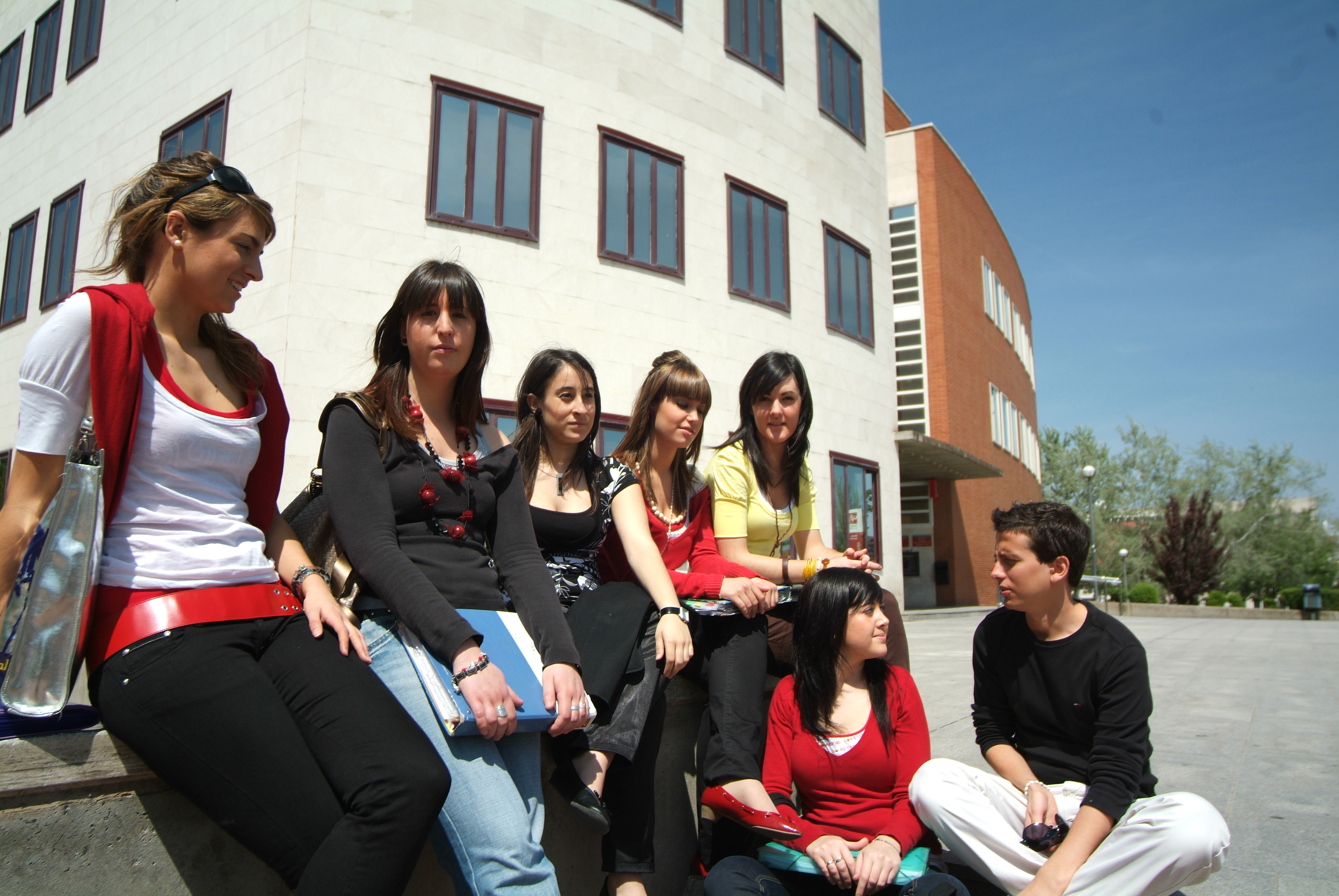
Alumnos universitarios con la Biblioteca al fondo.

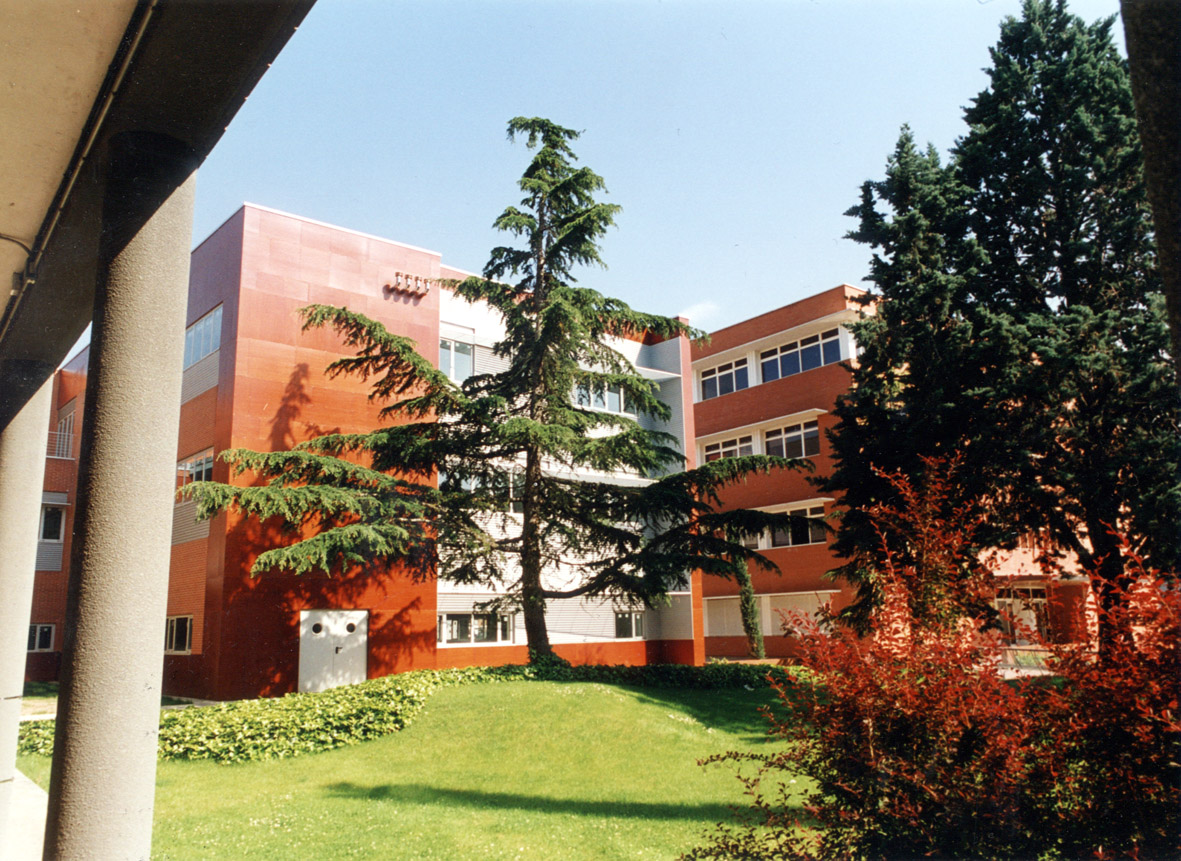
Escuela Técnica Superior de Ingeniería Industrial.

Al inicio de su carrera, durante el llamado "programa de acogida", los estudiantes de la Universidad de La Rioja reciben información sobre los servicios del campus (biblioteca, salas informáticas y de estudio, polideportivo, laboratorio de idiomas, etc.) y las características de su titulación.
El programa de acogida pretende familiarizar a los nuevos alumnos con las instalaciones y servicios para que los universitarios puedan sacarles el máximo provecho. Durante la época de exámenes la Biblioteca Universitaria permanece abierta prácticamente las 24 horas del día para facilitar el estudio. La Semana 10 en Matemáticas ofrece, antes de comenzar el curso, una puesta a punto en esta disciplina para las diferentes carreras en que se imparte (Ingenierías, Informática, Empresariales).
A través de los créditos de libre configuración, los alumnos de la Universidad de La Rioja pueden cursar, sin carga docente añadida en su plan de estudios, las llamadas habilidades curriculares, que les aportan destrezas en Inglés, Informática, Comunicación y Gestión Directiva con reconocimiento en el expediente académico y útiles para la salida al mercado laboral. En este sentido, el tutor puede orientar al estudiante para que este diseñe su propio perfil profesional aprovechando la oferta de asignaturas.
En titulaciones como Derecho, Maestro, Trabajo Social, Enfermería y Enología las prácticas están integradas en el plan de estudios como practicum obligatorio. En el resto, el programa UR Emplea facilita el acceso de los alumnos de la Universidad de La Rioja al mercado laboral mediante iniciativas como el foro de empleo, sesiones de formación y orientación, prácticas profesionales en empresas y bolsa de empleo. Estas últimas se gestionan a través del portal, en el que los universitarios pueden colgar su currículo.
Además, desde la Fundación de la Universidad de La Rioja se gestionan las actividades de la Cátedra de Emprendedores (Concurso de Ideas de Negocio, Curso de Creación de Empresas) y los programas Leonardo da Vinci e Integrants de prácticas en empresas para titulados en Europa, EE. UU. y Canadá.

## Dialnet
La Biblioteca Universitaria de La Rioja ha impulsado Dialnet, un proyecto cooperativo en el que colaboran diferentes bibliotecas universitarias y que ha permitido crear la base de datos de artículos científicos más importante de libre acceso y en español. Recibió uno de los primeros Certificados de calidad del Ministerio de Educación.
En los últimos años, DIALNET se ha convertido en uno de los principales repositorios de tesis doctorales de España, lo que sitúa a a la Universidad de la Rioja entre las primeras de España de acuerdo al Ranking Web de Universidades. En la actualidad[¿cuándo?] la herramienta es utilizada por más de 538.000 usuarios de todo el mundo. Ha superado el millón de usuarios, los 10 millones de alertas enviadas, cuenta con 2,8 millones de registros de documentos -entre ellos, 326 035 artículos a texto completo-, ofrece servicios documentales y alertas informativas a cualquier usuario en un entorno totalmente abierto.

## Investigación

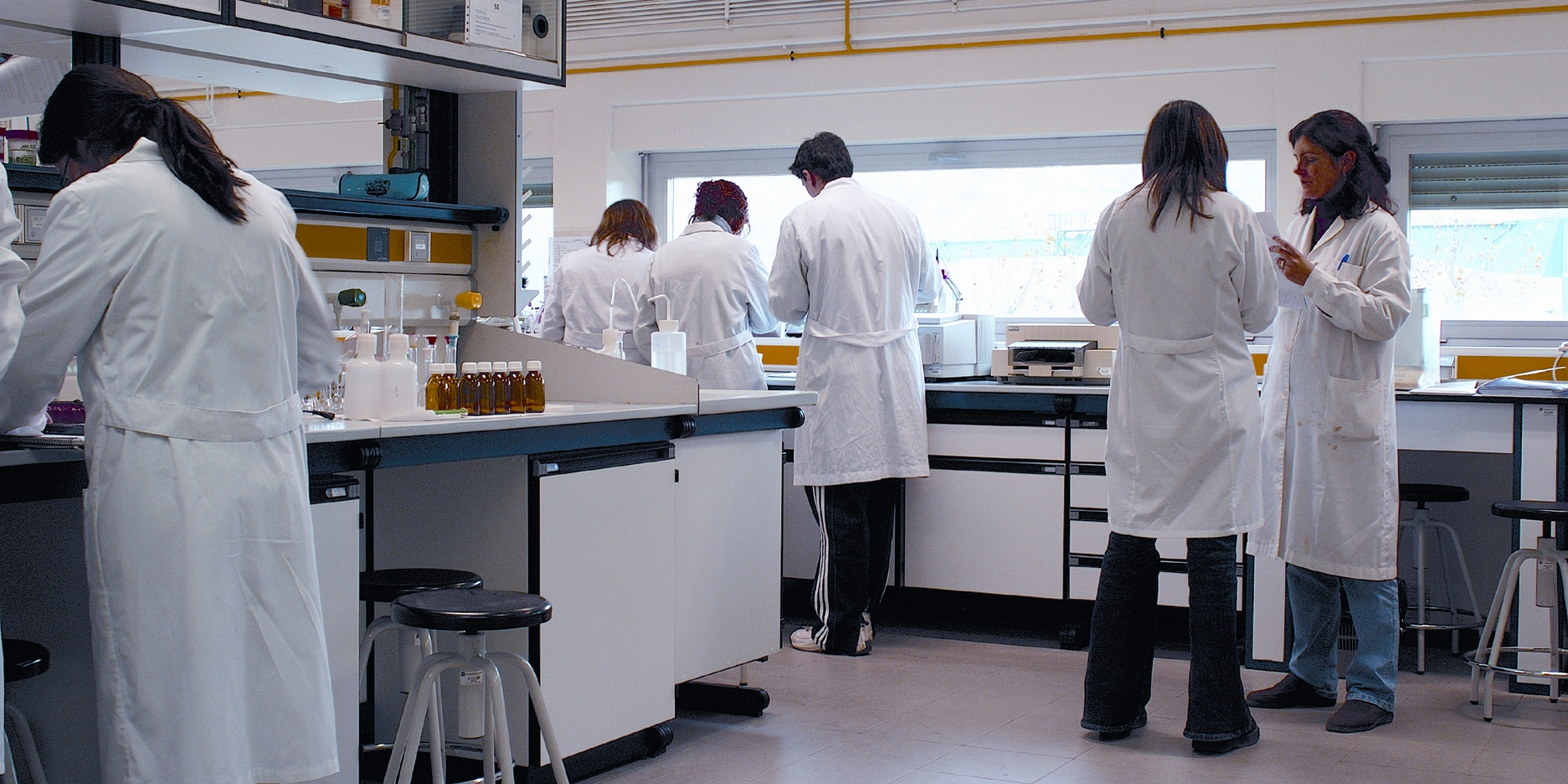
Investigadores en un laboratorio de la Universidad.

### Institutos y centros propios de investigación
La creación del Instituto de Ciencias de la Vid y del Vino (ICVV) sitúa a la Universidad de La Rioja en la vanguardia internacional del estudio de la Viticultura y la Enología. Ubicado provisionalmente en el Complejo Científico Tecnológico, en 2013 está previsto inaugurar su sede definitiva en la finca de La Grajera después de una inversión de 22 millones de euros.
La apuesta de la Universidad de La Rioja se completa con la creación de cinco centros propios de investigación:
- Centro de Investigación Aplicada y Multidisciplinar del Vino y de la Agroalimentación en la Universidad de la Rioja (CIVA).
- Centro de Investigación y Desarrollo de Derechos Fundamentales, Políticas Públicas y Ciudadanía Democrática.
- Centro de Investigación en Síntesis Química (CISQ).
- Centro de Investigación en Lenguas Aplicadas (CILAP).
- Centro de Investigación Aplicada en Informática, Estadística y Matemáticas (CIAEM).

La Universidad de La Rioja pretende aumentar la inversión en investigación hasta ajustarlo a un nivel acorde al potencial económico y al tamaño poblacional de la región con el fin de dinamizar el crecimiento económico y elevar la calidad de vida a través del fomento de los grupos, el desarrollo de unidades de investigación en empresas y servir de embrión a empresas de base tecnológica.
La Oficina para la Transferencia de los Resultados de la Investigación (OTRI) de la Universidad de La Rioja canaliza las relaciones Universidad-Empresa mediante la gestión de los contratos para el desarrollo de proyectos de I+D+i. En el año 2008 la facturación superó el millón de euros para 64 proyectos. Desde 1994 ha facturado 9,77 millones de euros en 749 contratos de I+D+i; de ellos, 197 con entidades públicas y los otros 552, con empresas.

### El prototipo de coche eléctrico ZEMiC
Un grupo de profesores y estudiantes de la Universidad de La Rioja han desarrollado un prototipo de coche eléctrico denominado ZEMiC (Zero Emisiones Contaminantes) que emplea dos motores eléctricos -con una potencia de unos 20 caballos de vapor- que no generan emisiones nocivas para el medio ambiente ni produce contaminación acústica. Las dimensiones y pesos del vehículo son: 2,697 metros de longitud, 1,739 metros de anchura y 1,545 metros de altura; 1,899 metros de batalla (distancia entre los ejes delantero y trasero); y 450 kg de peso total (80 kg sólo las baterías).

## Apertura del curso universitario

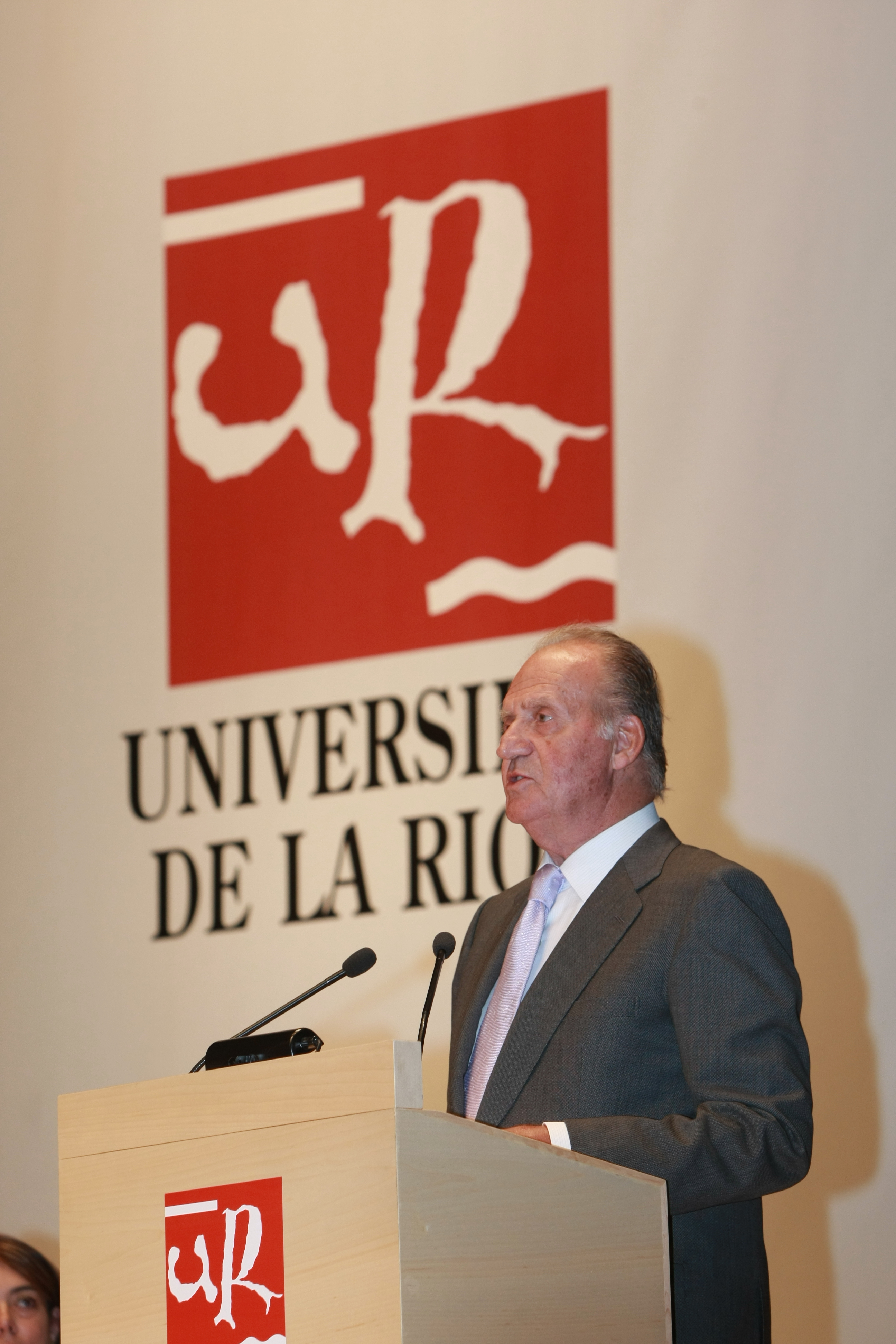
El rey Juan Carlos I en el salón de actos de la UR.

El Rey Don Juan Carlos I inauguró el curso universitario 2008-2009 del sistema universitario español en la Universidad de La Rioja. La lección inaugural del curso 2008-2009 corrió a cargo de José Luis Gómez Urdáñez, catedrático de Historia Moderna de la UR, y versó sobre el Marqués de la Ensenada, consejero de Estado con Felipe V, Fernando VI y Carlos III.

## Cátedras Extraordinarias
Una Cátedra Extraordinaria es una iniciativa, financiada por una entidad privada o una institución pública, dirigida a la organización de actividades culturales, científicas o investigadoras dentro del ámbito universitario. La Universidad de La Rioja dispone de seis cátedras extraordinarias:
- Cátedra Jean Monnet de Derecho Comunitario Europeo.
- Cátedra Juan Ros de la Empresa Familiar.
- Cátedra de Comercio.
- Cátedra de Emprendedores.
- Cátedra de Innovación.
- Cátedra de Internacionalización.
- Cátedra UNESCO de Ciudadanía Democrática y Libertad Cultural.

## Cursos de verano
Durante los meses de junio, julio, agosto y septiembre -e, incluso, octubre y noviembre- la Universidad de La Rioja despliega su actividad con diferentes actividades -música, cine, escuela de idiomas, cursos de formación, campos de trabajo- tanto en el campus, como en otros puntos de la ciudad de Logroño y otras localidades de La Rioja (Calahorra, Cenicero, Arnedo, Santo Domingo de la Calzada, Haro) y del extranjero. 

## Premios y Reconocimientos
- 1999: Medalla del Gobierno de La Rioja.[20]
- 2011: V Premio Sapientiae a la Calidad Educativa de la Organización de las Américas para la Excelencia Educativa (ODAEE).[21]
- 2012: Galardón Mérito Nacional a la Donación de Sangre.[22]
- 2012: Premio Especial Valores Grupo COPE Rioja.[23]

## Rectores
- Pedro J. Campos García (Presidente de la Comisión Gestora, 1992-1994), catedrático de Química Orgánica.
- Urbano Espinosa Ruiz (1994-1995, 1995-1999, 1999-2001), catedrático de Historia Antigua.
- María del Carmen Ortiz Lallana (2001-2004), catedrática de Derecho del Trabajo y de la Seguridad Social.
- José María Martínez de Pisón Cavero (2004-2008, 2008-2012), catedrático de Filosofía del Derecho.
- José Arnáez Vadillo (2012-2016), catedrático de Geografía Física.
- Julio Jesús Rubio García (2016-2020), catedrático de Ciencia de la Computación e Inteligencia Artificial.
- Juan Carlos Ayala Calvo (2020-2024), catedrático de Economía Financiera y Contabilidad.[24]
- Eva Sanz Arazuri (2024-), catedrática de Didáctica de la Expresión Corporal.[25]

## Doctores honoris causa

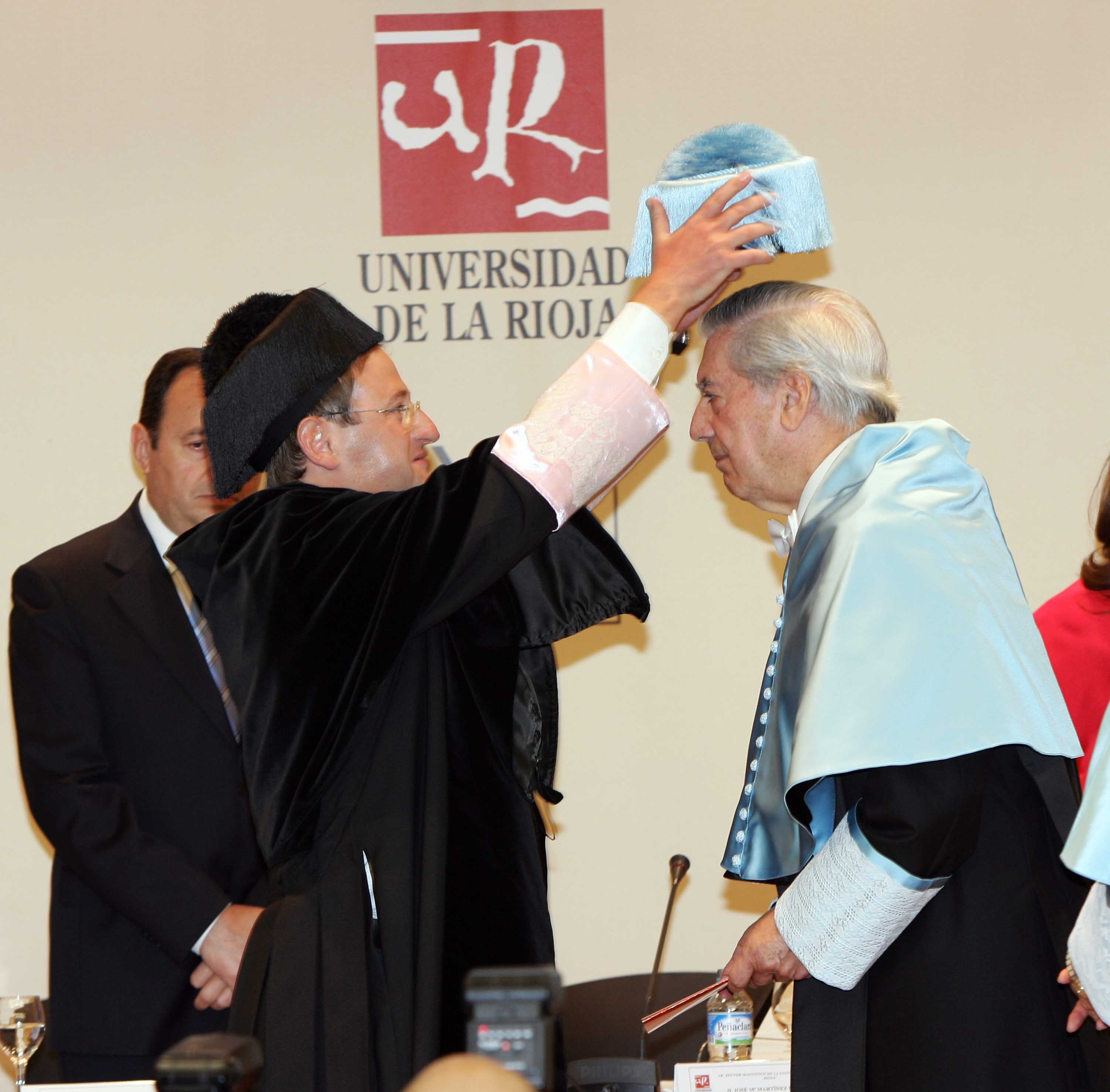
Mario Vargas Llosa recibiendo el birrete de manos del rector José María Martínez de Pisón.

La Universidad de La Rioja concedió al escritor Mario Vargas Llosa, Premio Nobel de Literatura 2010, el título de doctor honoris causa, con motivo de la celebración de su XV Aniversario y fue el primero concedido por el campus riojano. En el transcurso del acto de imposición del título, el novelista peruano pronunció la lección magistral El viaje a la ficción.

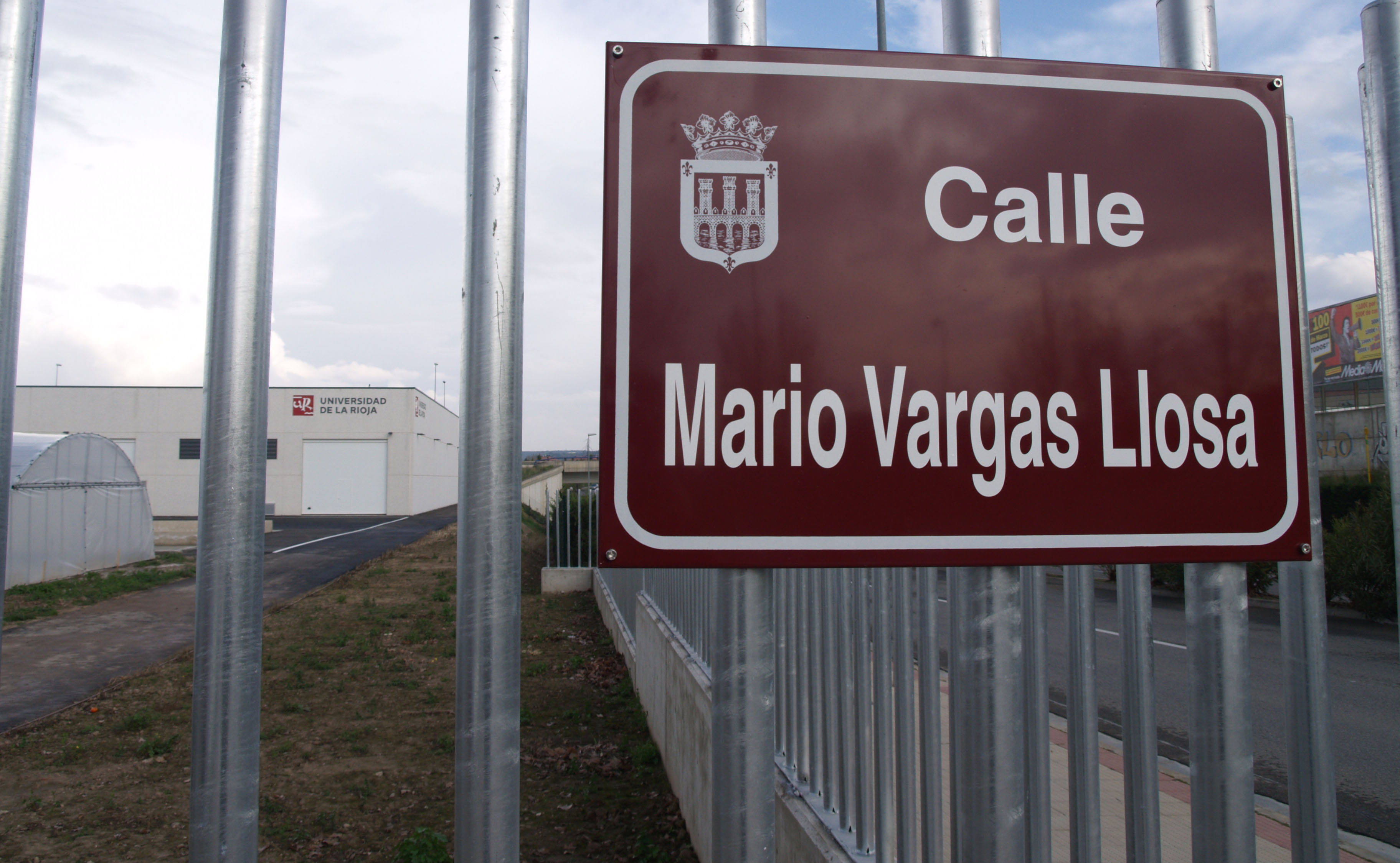
Calle dedicada a Mario Vargas Llosa en el campus universitario.

José Joaquín Barluenga Mur (1940-2016), catedrático de Química Orgánica por la Universidad de Oviedo, recibió dicha distinción el 29 de octubre de 2010, convirtiéndose en la segunda persona que recibe el título de Doctor honoris causa por la Universidad de La Rioja.
El lingüista inglés Christopher Stuart Butler fue investido Doctor honoris causa por la Universidad de La Rioja el martes 23 de abril de 2013.
Federico Mayor Zaragoza, director general de la Organización de Naciones Unidas para la Educación, la Ciencia y la Cultura (UNESCO), fue investido Doctor honoris causa por la Universidad de La Rioja el viernes 13 de abril de 2018.
En octubre de 2023 la universidad investió doctor honoris causa a  Antonio Fernández de Buján y Fernández. En noviembre de 2023 Javier García Martínez fue investido Doctor honoris causa por la universidad.